# Funariales
Funariales er en orden af mosser, der alle vokser på jorden. Den omfatter to familier, begge er repræsenteret i Danmark.
| Familier |

- Funariaceae
- Disceliaceae med en enkelt art